# Veiko Süvaoja
Veiko Süvaoja (* 10. April 1977 in Tallinn, Estnische SSR) ist ein ehemaliger estnischer Eishockeyspieler, der einen Großteil seiner Karriere bei verschiedenen Tallinner Klubs in der Meistriliiga spielte, aber auch mit Tartu Kalev-Välk estnischer Meister wurde.

## Karriere

### Club
Veiko Süvaoja begann seine Karriere als Eishockeyspieler in seiner Heimatstadt beim Tallinna JSK, für den er als 15-Jähriger in der Meistriliiga debütierte. In den folgenden fünfzehn Jahren spielte er für diverse Vereine aus Tallinn. 2004 gewann er mit dem HC Panter Tallinn erstmals den estnischen Meistertitel. In der Saison 2005/06 trat er mit Panter Tallinn in der II-divisioona, der vierthöchsten finnischen Spielklasse, an. 2007 verließ er erstmals seine Geburtsstadt und schloss sich Tartu Kalev-Välk an. Mit dem Team aus der traditionsreichen Universitätsstadt gewann er 2008 einen weiteren Meistertitel. Nachdem er die Spielzeit 2010/11 beim zweitklassigen Elioni SK verbracht hatte, kehrte zu den Pantern, die sich inzwischen Tallinn HC Panter/Purikad nannten, zurück und spielte dort bis zu seinem Karriereende 2014 wieder in der Meistriliiga.

### International
Für Estland nahm Süvaoja im Juniorenbereich an der U18-C-Europameisterschaften 1993 und 1994 sowie der U20-C2-Weltmeisterschaft 1995 und der U20-D-Weltmeisterschaft 1997 teil.
Im Herren-Bereich spielte Süvaoja für die estnische Nationalmannschaft erstmals im November 2008 im Alter von 31 Jahren bei der Olympiaqualifikation für die Winterspiele in Vancouver 2010. Außerdem stand er für seine Farben bei der Weltmeisterschaft 2010 in der Division II, als den Balten der Aufstieg in die Division I gelang, auf dem Eis.

## Erfolge und Auszeichnungen
- 1997 Aufstieg in die C-Gruppe bei der U20-D-Weltmeisterschaft
- 2004 Estnischer Meister mit dem HC Panter Tallinn
- 2008 Estnischer Meister mit Tartu Kalev-Välk
- 2010 Aufstieg in die Division I bei der Weltmeisterschaft der Division II, Gruppe B